# Emil Flusser
Emil Flusser (* 4. Mai 1888 in Křivoklát, Böhmen; † 28. April 1942 zwischen dem KZ Theresienstadt und dem  Ghetto Zamość) war ein jüdischer Kinderarzt und Friedensaktivist. Einen Namen machte er sich vor allem durch sein 1932 erschienenes Buch ›Krieg als Krankheit‹, zu dem Albert Einstein das Vorwort verfasst hatte. Emil Flusser gilt als einer der geistigen Wegbereiter der medizinischen Friedensbewegung.

## Leben
Emil Flusser wurde 1888 im böhmischen Křivoklát (bis 1918 Teil Österreich-Ungarns) als Sohn von Leo Flusser (1857–1392) und Therese Flusser, geb. Katz (gest. 1942) geboren. Die jüdische Familie Flusser gehörte der deutschen Minderheit in Böhmen an. Emil Flusser studierte nach dem Schulabschluss Medizin mit dem Schwerpunkt Kinderheilkunde. Zu Beginn des Ersten Weltkrieges wurde er eingezogen und diente bis zum Kriegsende als Sanitätsoffizier in der k.u.k.-Armee. Nach Kriegsende ließ er sich als praktizierender Kinderarzt in České Budějovice nieder. Mit dem Erstarken revanchistischer, nationalistischer Gruppen in Deutschland und Österreich aber auch den sich verschärfenden Spannungen zwischen der deutschen Minderheit und der tschechischen Bevölkerung begann Flussers Engagement in der Friedensbewegung.
Nach der Zerschlagung der Tschechoslowakei und dem deutschen Einmarsch 1939 wurde Emil Flusser aufgrund seiner jüdischen Herkunft mit einem Berufsverbot belegt. Trotzdem behandelte er weiterhin vor allem jüdische Kinder. 1942 wurde er schließlich ins KZ Theresienstadt deportiert. Er und seine Familie starben im April des Jahres auf einem Transport nach Zamosc.

## Schaffen
Auch ich stehe dem Wahnsinn, also einer Geisteskrankheit, als Kinderarzt, also fast wie ein Laie gegenüber. Aber Jammern und Klagen Hilfloser und Unschuldiger zu deuten, ist mein Beruf. Ich sehe die Menschen unschuldig und hilflos leiden, und da wage ich den Schritt in ein Gebiet, das anderen Fächern vielleicht nähersteht, ich wagte ihn, weil ich Hilferufe höre und mein Versuch zu helfen vielleicht doch mehr sein wird als gar keine Hilfe. Dass der Krieg Wahnsinn, also eine Krankheit ist, das wissen die Laien. Mögen nun auch die Ärzte wissen, dass sie da sind, um Kranken zu helfen.
Emil Flusser widmete sich zunächst ganz der Kinderheilkunde und in diesem Zusammenhang den Themen Sexualhygiene und -erziehung. Nach einigen Fachartikeln erschien hierzu 1928 ›Der schreiende Säugling‹ im renommierten medizinischen Fachverlag Urban & Schwarzenberg. 1932 erschien schließlich sein Hauptwerk, das ihn über die Fachgrenzen hinaus bekannt machte. ›Krieg als Krankheit‹ wurde beim norddeutschen Verlag Paul Riechert publiziert, der sich in den 1920er Jahren mit Veröffentlichungen zur Friedensbewegung und zur Völkerverständigung einen Namen gemacht hatte. Albert Einstein äußerte in seinem Geleitwort die Hoffnung, dass »das Buch manchem Zeitgenossen die Augen öffnen« möge.
Emil Flusser bemühte sich nicht um eine moralische oder philosophische Betrachtung, sondern vielmehr darum, – gewissermaßen in einer medizinischen Anamnese – die soziopsychologischen Ursachen von Kriegswahn und Völkerhass, als Vorstufen des Krieges, zu ergründen. Er benennt verschiedenen endogene und exogenen Ursachen für menschliche Kriegslust und Kriegswahn und stellt schließlich fest: In ihren Symptomen und zuweilen auch in ihren Ursachen ist Kriegsbegeisterung vergleichbar mit psychopathologischen Erkrankungen. Wiederholt gibt er seiner Überzeugung Ausdruck, dass Krieg eine Geisteskrankheit sei und vor allem, dass in normalen Friedenszeiten der Wahnwitz des Krieges jedem vernünftigen Menschen auch voll bewusst ist. Krieg kann daher nur die Folge einer kollektiven Massenpsychose sein. Explizit richtet er sich an die Ärzteschaft seiner Zeit, deren vordringlichste Aufgabe er darin sieht, sich selber davor zu schützen, dieser Psychose anheimzufallen, um schließlich eine ›Therapie‹ dagegen zu entwickeln.

## Sonstiges
Nach der Machtübernahme der Nationalsozialisten wurde ›Krieg als Krankheit‹ verboten und bis auf wenige erhalten gebliebene Exemplare verbrannt. Als Peter van den Dungen in den 1990er Jahren begann, sich mit Leben und Werk Emil Flussers auseinanderzusetzen, konnte er es nur noch in wenigen wissenschaftlichen Fachbibliotheken finden.

## Veröffentlichungen
- Der schreiende Säugling, Urban & Schwarzenberg, Berlin 1928.
- Krieg als Krankheit. Mit einem Vorwort von Albert Einstein, Verlag Paul Riechert, Heide/Holstein 1932.